# Сильвестр Єрусалимець
Сильвестр Єрусалимець (д/н —після 1576) — церковний діяч часів Речі Посполитої.

## Життєпис
Належав до заможного руського шляхетського роду. Походження прізвиська достеменно невідоме: він навчався в Єрусалимі чи якумось чином був пов'язаний з Єрусалимською патріархією. Тривалий час був ченцем Києво-Печерського монастиря. Перша письмова згадка про нього відноситься до 1571 року.
1574 році після смерті архімандрита Йони II за підтримки київської шляхти та князя Костянтина Василя Острозького. Фактично не визнав королівської грамоти, за якою настоятельство монастиря передавалося Мелетію Хребтовичу, не допустивши того до Києво-Печерського монастиря. Зрештою на бік Єрусалимця перейшли ченці монастиря. Водночас Сильвестр намагався заручитися підтримкою також вищого духівництва Київської митрополії.
1575 року він прибув до київського митрополита Іони III в Мінськ, маючи при собі чимало золотих і срібних церковних речей, а також і власну «маетность». Висловлюється обґрунтована думка,  що Сильвестр сподівався на висвячення на архімандрита від  митрополита, оскільки королівську грамоту отримати було неможливо через міжкоролів'я в Речі Посполитої (після втечі Генріха Валуа). 
Втім, Хребтович за підтримки мінського воєводи Гаврила Горностая та слуг мінського підстарости Станковича напав на Сильвестра та пограбував його. Сильвестр сповістив про це нещастя і Лавру, яка занесла скаргу в земський з'їзд, який відбувався у Києві. Земство звернуло серйозну увагу на цю скаргу і, у свою чергу, скаржилося, у тій же справі, київському воєводі, князю Костянтинові Острозькому. Але Хребтовича було виправдано.
Зрештою значна частина київської шляхти перейшла на бік суперника Сильвестра. Мелетій Хребтович з'явився на Торунський сейм, де представив новообраному королю Стефану Баторію свої виборчі листи печерських ченців на архімандрію в тому монастирі, а разом із тим жалувану грамоту короля Генріха, просив Стефана підтвердження свого права на печерську архімандрію. Його прохання було підтримане послами від Київської землі. Врешті суперечка була вирішена на користь Мелетія, про що свідчить видана йому королем жалувана потвердна грамота від 10 листопада 1576 року, і окремий лист з цього питання до всіх сановників і шляхти. Доля Єрусалимця після 1576 року невідома.